# Херберт Хенри Асквит
Херберт Хенри Асквит, 1. гроф од Оксфорда и Асквита (енгл. Herbert Henry Asquith, 1st Earl of Oxford and Asquith; Морли, 12. септембар 1852 — Сатон Кортнеј, 15. фебруар 1928) је служио као либерални премијер Уједињеног Краљевства од 1908. године до 1916. године.До 5. јануара 1988. године, био је премијер са најдужим стажом у 20. веку.
Асквит је као премијер водио своју Либералну странку кроз низ домаћих теформи, укључујући социјално осигурање и смањење моћи Дома лордова. Предводио је своју државу на почетку Првог светског рата, али низ војних и политичких криза је довео до његове замене Дејвидом Лојдом Џорџом крајем 1916. године. Његова замена Лојдом Џорџом је играло главну улогу у паду Либералне странке.
Пре свог премијерског мандата служио је као министар унутрашњих послова (1892-95) и као канцелар благајне (1905-08). Био је познат као Х. Х. Асквит пре свог уздизања у перство (1925), када је постао гроф од Оксфорда и Асквита.
Аксвитова достигнућа у мирнодопским условима су у сенци његовх слабости за време рата. Многи историчари га приказују се размишљајући премијера, неспособаног да представи у јавности потребни имиџ акције и динамичности. Други наглашавају његову сталну високу административну способност, и тврде да је многе од највећих реформи које се везују за Лојда Џорџа као "човека који је добио рат" заправо спроводио Асквит. Доминантна историјска оцена је да су постојала два Асквита: урбан и помирљив Асквит, који је био успешан мирнодопски лидер, и оклевајући и уморни Аксвит, који је водио политику конфузије и кашњења током Великог рата.